# Etiopia na Letnich Igrzyskach Olimpijskich 1956
Etiopia na Letnich Igrzyskach Olimpijskich 1956, reprezentowana była przez 12 sportowców, mężczyzn (i ani jednej kobiety). Żadnemu z atletów nie udało się zdobyć medalu na tej olimpiadzie. Zawodnicy występowali w konkurencjach lekkoatletycznych i kolarskich. Był to pierwszy występ Etiopii w historii letnich igrzysk olimpijskich.

## Występy reprezentantów Etiopii

### Kolarstwo
- Zehaye Bahta - trial na czas - 99 pkt → 9. miejsce; wyścig ind. na czas - 5:34:37 (→ 38. miejsce)
- Guremu Demboba - trial na czas - ?; wyścig ind. na czas - 5:26:58 (→ 25. miejsce)
- Mesfen Tesfaye - trial na czas - ?; wyścig ind. na czas - 5:34:25 (→ 36. miejsce)
- Negousse Mengistou - wyścig ind. na czas - nie ukończył

### Lekkoatletyka
- Bashay Feleke - maraton - 2:53:37 (→ 29. miejsce)
- Gebre Birkay - maraton - 2:58:49 (→ 29. miejsce)